# Porella swartziana
Porella swartziana är en bladmossart som först beskrevs av Friedrich Weber, och fick sitt nu gällande namn av Vittore Benedetto Antonio Trevisan de Saint-Léon. Porella swartziana ingår i släktet porellor, och familjen Porellaceae. Inga underarter finns listade i Catalogue of Life.